# Isla Chatham (ö i Chile)
Isla Chatham är en ö i Chile.   Den ligger i regionen Región de Magallanes y de la Antártica Chilena, i den södra delen av landet, 1 900 km söder om huvudstaden Santiago de Chile.
Trakten runt Isla Chatham består i huvudsak av gräsmarker. Trakten runt Isla Chatham är nära nog obefolkad, med mindre än två invånare per kvadratkilometer.